# Roncone
Roncone è una frazione di 1 445 abitanti del comune di Sella Giudicarie nell'alta Valle del Chiese, in provincia di Trento.
Fino al 31 dicembre 2015 ha costituito un comune autonomo, prima di essere aggregato nel nuovo comune assieme a Bondo, Breguzzo e Lardaro.
Il paese è attraversato dal torrente Adanà e si specchia sulle rive del lago di Roncone.

## Storia

### Simboli

Vecchio stemma comunale

Lo stemma e il gonfalone erano stati concessi con decreto del presidente della Repubblica del 3 ottobre 1956 e poi adottati con D.G.P. del 19 febbraio 1988 n. 1175.
Stemma
Gonfalone

## Monumenti e luoghi di interesse
- Chiesa di Santo Stefano

## Società

### Evoluzione demografica
Abitanti censiti

## Geografia antropica
La circoscrizione territoriale ha subito le seguenti modifiche: nel 1928 aggregazione di territori del soppresso comune di Lardaro; nel 1957 distacco di territori per la ricostituzione del comune di Lardaro (Censimento 1951: pop. res. 225).